# Símbols d'Aielo de Malferit
L'escut i la bandera d'Aielo de Malferit són els símbols representatius d'Aielo de Malferit, municipi del País Valencià, a la comarca de la Vall d'Albaida.

## Escut heràldic
L'escut oficial d'Aielo de Malferit té el següent blasonament:
| « | Escut quadrilong de punta rodona. En camper d'atzur, un lleó passant d'or, mirant a la dreta. En cap, un escacat d'or i atzur. Al timbre, una corona reial oberta. | » |

## Bandera d'Aielo de Malferit
La bandera oficial d'Aielo de Malferit té la següent descripció:
| « | Bandera de proporcions 2:3, en blau, un lleó passant d'or, mirant a la dreta. | » |

## Història
L'escut va ser aprovat per Resolució de 27 de febrer de 1995, del conseller d'Administració Pública, publicada en el DOGV núm. 2.467, de 10 de març de 1995.
El lleó és un símbol tradicional de l'escut d'Aielo, si més no des del segle xix; podria tractar-se d'un element parlant. L'escacat d'or i d'atzur són les armes dels marquesos de Malferit, antics senyors de la vila, abans de l'abolició dels senyorius, al segle xix.
La bandera va ser aprovada per resolució de 28 de juliol de 1995, del conseller d'Administració Pública, i publicada en el DOGV núm. 2.600, de 5 d'octubre de 1995.